# Gunnison (Colorado)
Gunnison település az Amerikai Egyesült Államok Colorado államában, Gunnison megyében, melynek megyeszékhelye is. Lakosainak száma 6560 fő (2020. április 1.).

## Népesség
A település népességének változása:

| 2010 | 5 854 |
| 2020 | 6 560 |